# Garnacha peluda
La garnacha peluda (en Francia lledoner pelut) es una variedad de vid negra española, producida por mutación de la garnacha negra.

## Características
Produce racimos de tamaño mediano y compactos. El grano es más pequeño que el de garnacha tinta, con más acidez y la piel más gruesa. La superficie inferior de la hoja está recubierta de una vellosidad de donde le viene el nombre. La vid da brotes tempranos y la uva madura entre finales de septiembre y principios de octubre.

## Origen y extensión
Es una variedad autóctona de Aragón. Según la Orden APA/1819/2007, la uva garnacha peluda es una variedad vinífera recomendada en las comunidades autónomas de Aragón y Cataluña; está autorizada en Castilla-La Mancha.
Se cultiva como la variedad recomendada o principal en las D.O. Cataluña, D.O.C. EmpordàD.O. Montsant, D.O.C. Priorato, D.O. Terra Alta y D.O. Alella. Fuera de España la encontramos en la AOC Banyuls, AOC Costeros del Rosellón, AOC Pueblos Costeros del Rosellón, AOC Maury y AOC Rivesaltes, destacando su cultivo en el Languedoc.